# Usine Fiat-Betim
L'Usine Fiat-Betim est une usine importante du constructeur automobile italien Fiat, filiale de Fiat Automobiles Group, implantée au Brésil sur la commune Betim, dans l'État de Minas Gerais. Inaugurée en 1976, elle dispose d'une capacité de production de plus de 850 000 automobiles par an avec une cadence de 3 484 véhicules par jour. L'usine de Betim a déjà produit plus de 15 145 000 voitures particulières depuis sa mise en service jusqu'au 31 décembre 2014. 
L'Usine Fiat Betim est la plus grande usine automobile du monde du groupe Fiat Automobiles. L'usine est implantée sur un terrain d'une superficie de 2 250 000 m2, dont 701 700 m2 sont couverts. Elle occupe environ 30 000 emplois directs et indirects[Quand ?][réf. souhaitée]. Sa production en 2013 était de 850.000 véhicules dont environ 100.000 destinés à l'exportation. Elle est située près d'autres usines de Fiat Group comme les usines métallurgiques Teksid do Brasil ou l'usine de moteurs Fiat Powertrain Technologies.

## Histoire
La construction de l'usine a commencé en 1973 et a été inaugurée trois ans plus tard, le 9 juillet 1976. La première voiture qui a été fabriquée fut la Fiat 147. Se sont succédé dans les années 1980 et 1990, les Fiat Uno en 1984 et en 1996 la Fiat Palio. La production a augmenté constamment en partant des 62.757 unités de Fiat 147 produites en 1977, pour atteindre 713.248 unités en 2008 et 850.000 unités produites en 2012, le record historique de la marque au Brésil.
Pour faire face à la saturation de ce site historique et à l'augmentation constante de la demande, Fiat a décidé de construire un second site industriel au Brésil. En 2010, la première pierre de la nouvelle usine de Goiana, qui représente un investissement de 5 millions d'euros, fut posée. Elle permettra d'augmenter la production de voitures Fiat de 250.000 unités par an, pour atteindre une capacité de production annuelle de 1.150.000 en 2016.

### Quelques chiffres impressionnants[2]
L'usine de Betim utilise chaque jour plus de 64.000 références différentes pour la production, provenant de 300 fournisseurs dont la plupart sont installés sur le site de Betim[Quand ?]. Le volume de ces composants représente 1.600 semi-remorques quotidiens pour approvisionner l'usine[Quand ?].
En 2011, l'usine de tôlerie s'est équipée de presses à très haute cadence capables de donner 16 coups par minute, à comparer aux 7 à 8 coups d'une presse très performante chez les autres constructeurs. Le temps d'immobilisation de la presse pour changer de matrice est de 3 minutes, comparé aux 45 minutes des presses traditionnelles. L'usine travaille avec 2.200 matrices et consomme 45 000 tonnes d'acier par an et produit 115.000 éléments de carrosserie par mois. L'usine fonctionne 6 jours sur 7, soit 300 jours par an.

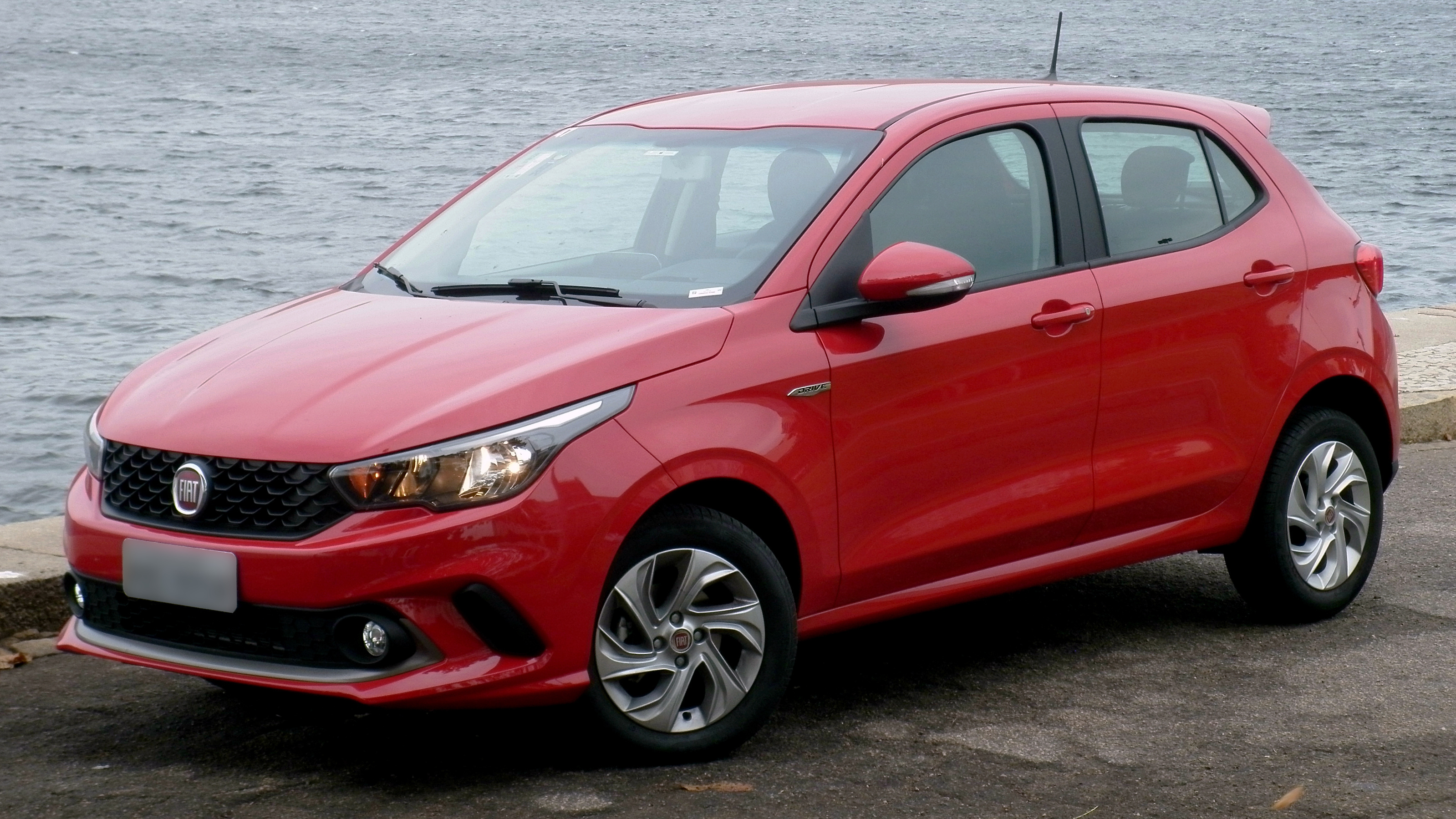
Fiat Argo

De nouveaux robots produits par la société italienne Fiat Comau sont continuellement installés ce qui porte leur nombre à 974 sur les lignes de production[Quand ?]. 
L'usine de Betim dispose de la plus grande et plus moderne cabine de peinture au monde[réf. souhaitée]. D'une longueur de 500 mètres, elle peut traiter 180 véhicules à l'heure.
L'usine a été certifiée OHSAS 18001 en 2011, et ISO 50001 en 2013 pour la gestion de l'énergie. C'est le premier constructeur d'Amérique Latine à avoir obtenu cette certification. Avec les systèmes mis en place sur le site, Fiat chauffe 790 000 logements ce qui a permis de réduire de 22 000 tonnes la quantité de CO2 dégagée dans l'atmosphère. L'usine est aussi équipée de panneaux photovoltaïques qui représentent la consommation électrique de 600 logements. Au total, Fiat Automoveïs a réduit de 51 % sa consommation globale d'énergie par véhicule produit depuis 2011[Quand ?][réf. souhaitée].

## Curiosités

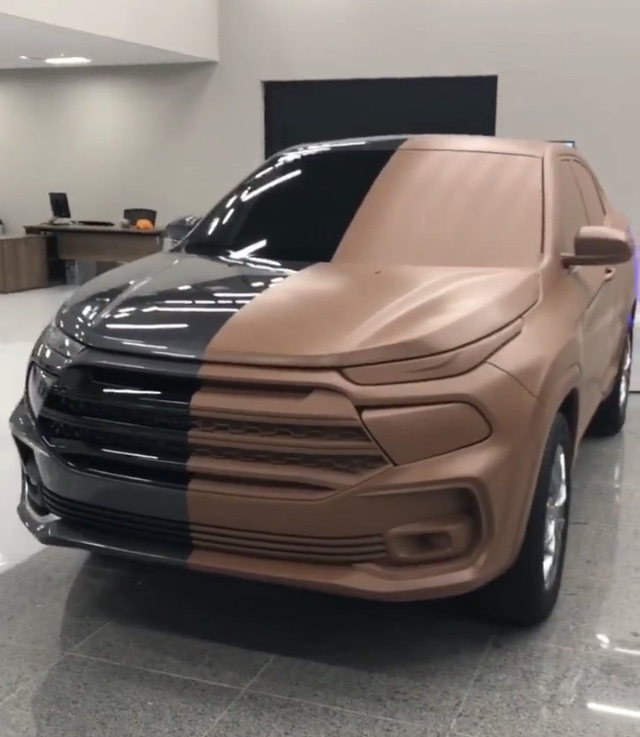
Maquette du Fiat Fastback Concept au Centro de Stile FCA LATAM de Betim

- À la fin de la ligne de montage de chaque usine Fiat, toutes les voitures fabriquées sont testés. À Betim, il y a environ 100 pilotes d'essai qui travaillent en 3 équipes dont 90% sont des femmes[réf. souhaitée].

- L'usine de Betim abrite le seul "Centro Stile Fiat" en dehors de l'Italie[réf. souhaitée].

- L'usine abrite également un important centre de recherche et développement dépendant du Centro Ricerche Fiat italien où ont été mis au point des avancées technologiques importantes, en particulier la technologie de carburation multi-carburants comme le Flexfuel et le TetraFuel[réf. souhaitée].

## Production
Les modèles de voitures particulières produites dans l'usine de Betim :
- Fiat Mobi (depuis 2016)
- Fiat Argo (depuis 2017)
- Fiat Pulse (depuis 2021)
- Fiat Fastback (depuis 2022)

Les modèles de véhicules utilitaires légers produits dans l'usine de Betim : 

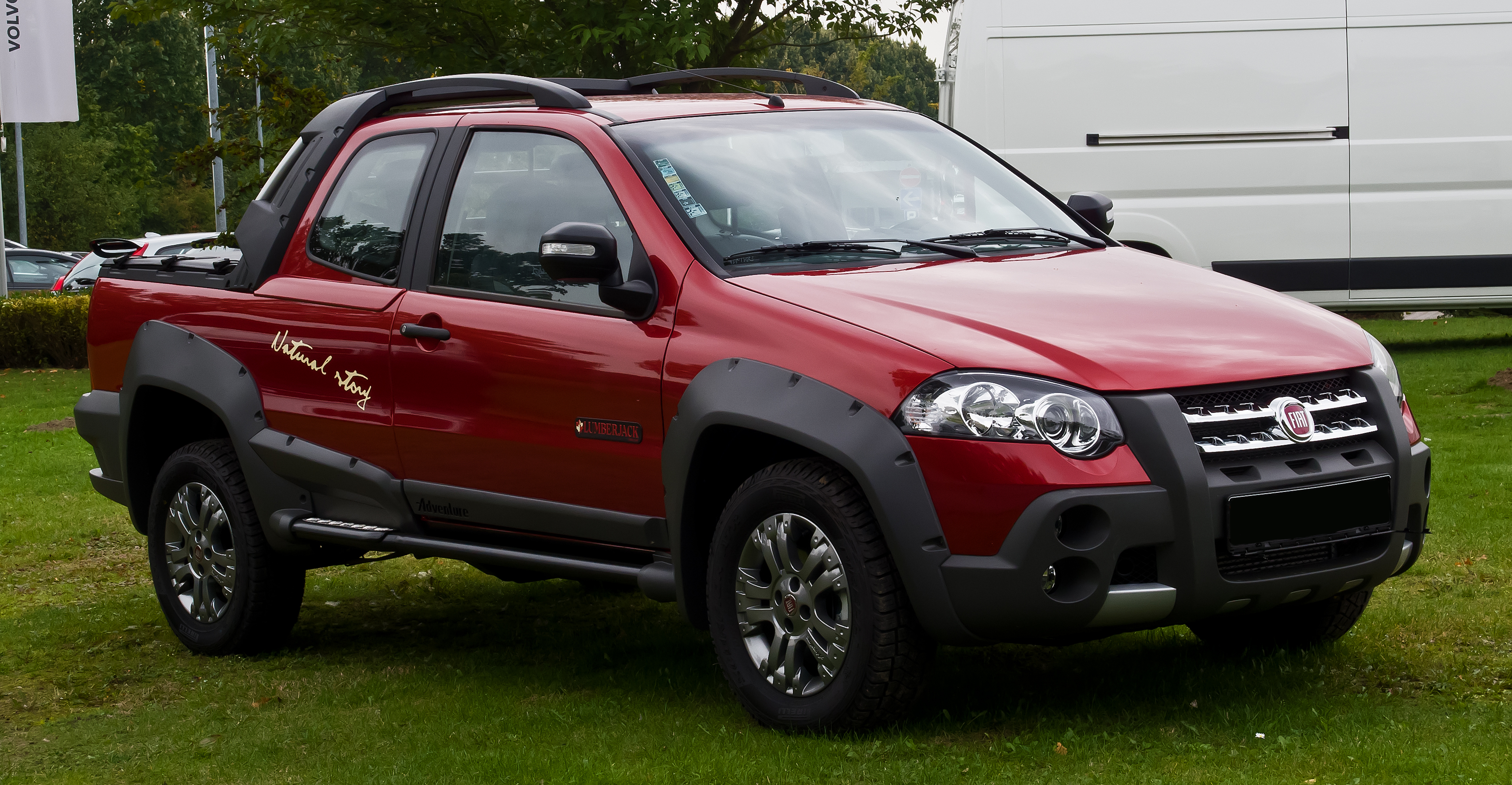
Fiat Strada Adventure

- Fiat Fiorino (2014)
- Fiat Strada
- Fiat Ducato.

## Liste des modèles anciens produits à Betim
- 1974 - 1986 Fiat 147 - 1.403.000 exemplaires,Fiat 147

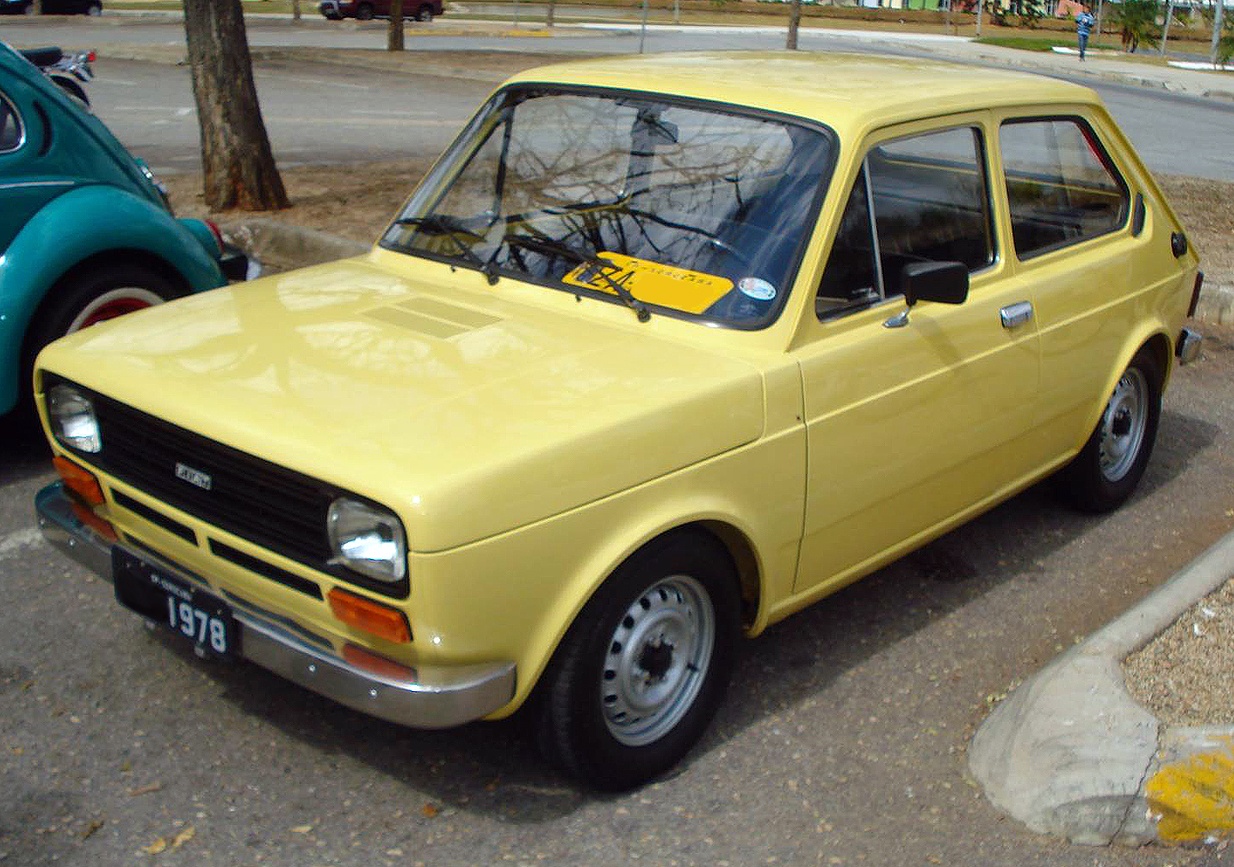
Fiat 147

- 1979 - 1988 Alfa Romeo 2300 - 29.954 ex.
- 1980 - 1986 Fiat 147 Panorama - ± 200.000 ex,
- 1984 - 2001 Fiat Uno CS
- 1987 - 1999 Fiat Duna - Fiat Elba - > 1.500.000 ex.
- 1992 - 1999 Fiat Tempra - 204.795 ex.
- 1996 - 1997 Fiat Tipo - 12.570 ex.
- 1996 - 2001 Fiat Palio 1re série -
- 1997 - 2011 Fiat Siena - 633.304 ex.
- 1999 - 2003 Fiat Brava - 43.011 ex.
- 1998 - 2008 Fiat Marea berline et SW - 69.500 ex.
- 1990 - 2013 Fiat Mille - (Fiat Uno restylée) - 3.756.388 ex.Fiat Mille

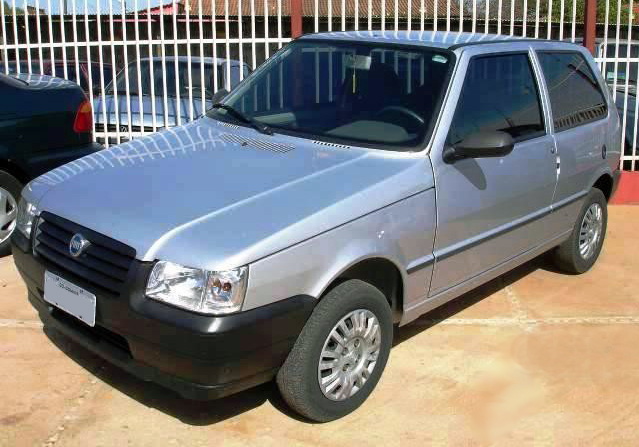
Fiat Mille

- 2001 - 2021 Fiat Doblò I - >160.000 ex[3].
- 2002 - 2010 Fiat Stilo - 102.662 ex.
- 2001 - 2004 Fiat Palio 2de série
- 2004 - 2007 Fiat Palio 3e série
- 2007 - 2011 Fiat Palio 4e sérieFiat Palio SW Adventure
- 2005 - 2016 Fiat Idea[4]

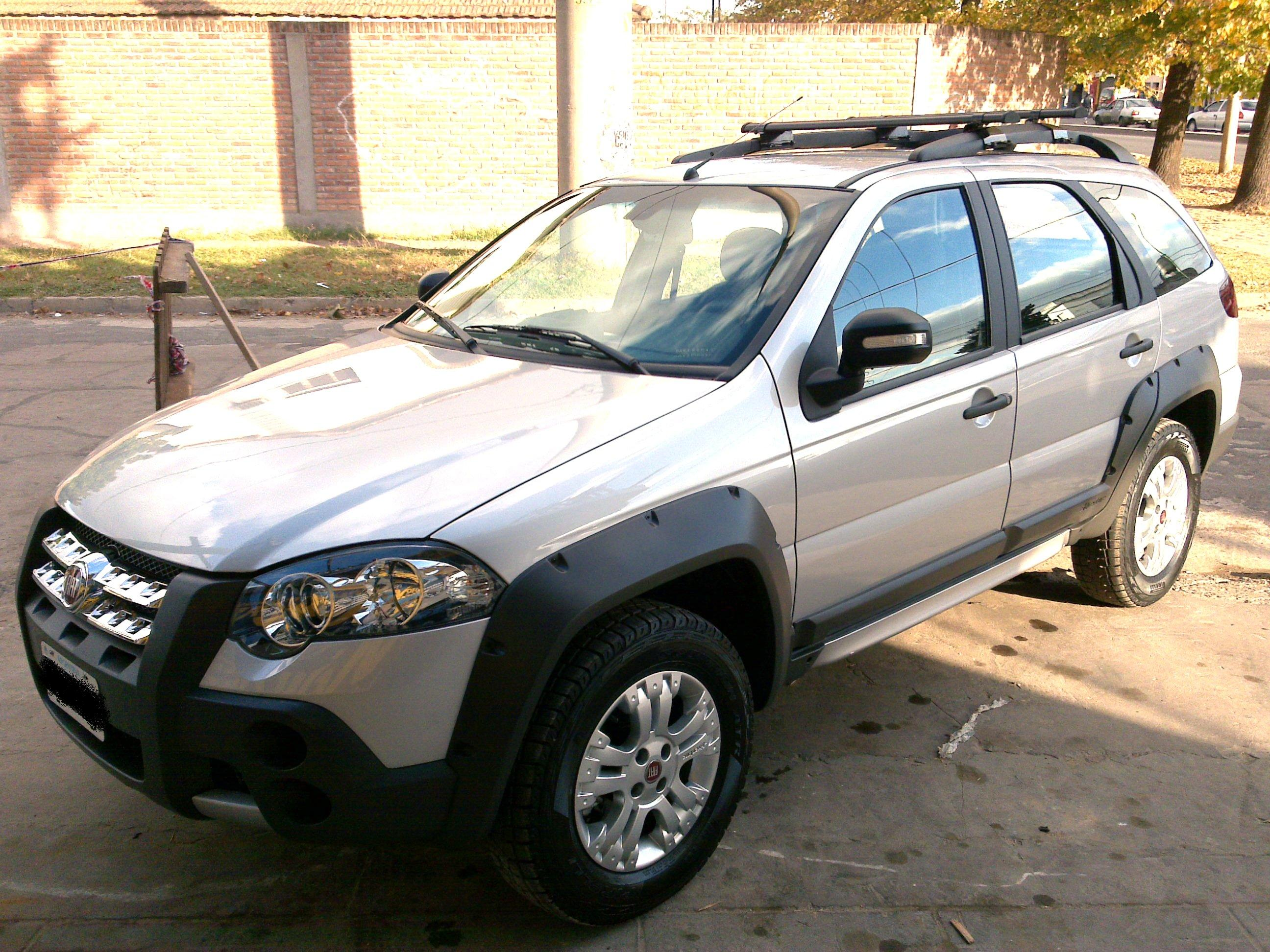
Fiat Palio SW Adventure

- 2007 - 2016 Fiat Bravo II - >40.000 ex[4].
- 2007 - 2017 Fiat Punto III[5]
- 2011 - 2017 Fiat Palio[5] 4e série
- 2008 - 2016 Fiat Linea[4]
- 2010 - 2021 Fiat Uno (2010)[6]
- 2012 - 2021 Fiat Grand Siena[7]